# Scanzano Jonico
Scanzano Jonico är en ort och kommun i provinsen Matera i regionen Basilicata i Italien. Kommunen hade 7 624 invånare (2017).